# Francis Thomas Bacon
Francis Thomas Bacon (Billericay, 21 dicembre 1904 – 24 maggio 1992) è stato un ingegnere britannico.
Sviluppò la prima pila a combustibile alcalina di utilizzo pratico.

## Biografia
Bacon fu un discendente di Francesco Bacone (che morì senza eredi) e studiò all'Eton College e al Trinity College (Cambridge). In seguito diventò apprendista a Newcastle upon Tyne in una società di ingegneria di proprietà di Sir Charles Parsons, che ebbe su di lui molta influenza. 
Il principio della pila a combustibile era stato dimostrato da Sir William Grove nel 1839, e altri ricercatori avevano studiato vari tipi di pile a combustibile. A differenza dei precedenti ricercatori, Bacon era un ingegnere e si trovava a suo agio con macchine che lavoravano a temperatura e pressione elevata.
Inizialmente Bacon fece esperimenti con apparecchiature simili a quelle di Grove, che utilizzavano una garza di platino attivato e un elettrolita di acido solforico, ma ben presto passò ad utilizzare elettrodi di nichel attivato con una elettrolita acquoso di idrossido di potassio. Nel gennaio 1940 Bacon si spostò in un laboratorio del King's College di Londra dove sviluppò una cella doppia: una unità generava idrogeno e ossigeno gassosi, e l'altra era la pila a combustibile vera e propria. Il sistema poteva funzionare in modo reversibile, e quindi funzionava sia come pila a combustibile che come apparecchio elettrolizzatore. Ci furono parecchi problemi a causa delle condizioni di temperatura e pressione elevata richieste dal funzionamento, e anche perché l'ambiente chimico utilizzato era corrosivo.
Nel 1946, con nuove modalità di finanziamento, il lavoro si trasferì al Dipartimento di Scienze dei Colloidi all'Università di Cambridge. Qui al gruppo di Bacon fu mostrato un campione di una lamina di nichel poroso le cui origini erano coperte da segreto. Questa lamina fu utilizzata per produrre elettrodi con grossi pori nella parte a contatto con il gas, e pori più piccoli dal lato dell'elettrolita; in questo modo si creava un'interfaccia molto più stabile che in precedenza.
I finanziamenti aumentarono e l'apparecchiatura fu spostata in quello che era il Dipartimento di ingegneria chimica. Qui il gruppo di Bacon risolse i problemi di corrosione dell'elettrodo di ossigeno: i nuovi elettrodi di nichel furono imbevuti in una soluzione di idrossido di litio e quindi asciugati e riscaldati. Con il supporto della Marshall of Cambridge Ltd. (che diventerà la Marshall Aerospace) nel 1959 fu dimostrato pubblicamente il funzionamento di una pila a 40 elementi da 5 kW, che operava con una efficienza del 60%.
I brevetti per la pila a combustibile furono concessi in licenza alla Pratt & Whitney come parte di una offerta per fornire energia elettrica per il Programma Apollo. Le celle a combustibile erano ideali a questo riguardo perché l'efficienza cresce con la riduzione del carico (a differenza dei motori termici), idrogeno e ossigeno gassosi erano già a bordo del veicolo per la propulsione e il supporto vitale, e il sottoprodotto acqua poteva essere utilizzato per bere e per umidificare l'atmosfera della capsula.
Negli ultimi anni di vita Bacon fu consulente per lo studio di ingegneria Energy Conversion Limited e per Johnson Matthey. Fu fondatore della Royal Academy of Engineering e il primo membro onorario del Gruppo Europeo per le Pile a Combustibile.

## Ascendenza
|                                       |                           |                                               | Genitori                       |  |  | Nonni |  |  | Bisnonni       |  |  | Trisnonni                         |  |
|                                       |                           |                                               |                                |  |  |       |  |  | Nicholas Bacon |  |  | Edmund Bacon, VIII e IX baronetto |  |
|                                       |                           |                                               |                                |  |  |       |  |  | Nicholas Bacon |  |  | Edmund Bacon, VIII e IX baronetto |  |
|                                       |                           | Anne Beauchamp-Proctor                        |                                |  |  |       |  |  | Nicholas Bacon |  |  |                                   |  |
| Henry Hickman Bacon, X e XI baronetto |                           |                                               |                                |  |  |       |  |  | Nicholas Bacon |  |  |                                   |  |
|                                       |                           | Jane Bowker                                   | Alexander Bowker               |  |  |       |  |  |                |  |  |                                   |  |
|                                       |                           | Jane Bowker                                   | Alexander Bowker               |  |  |       |  |  |                |  |  |                                   |  |
|                                       |                           | Jane Bowker                                   | Ann Emerson                    |  |  |       |  |  |                |  |  |                                   |  |
| Thomas Walter Bacon                   |                           | Jane Bowker                                   |                                |  |  |       |  |  |                |  |  |                                   |  |
|                                       |                           | Thomas Beckett, III baronetto                 | John Beckett, I baronetto      |  |  |       |  |  |                |  |  |                                   |  |
|                                       |                           | Thomas Beckett, III baronetto                 | John Beckett, I baronetto      |  |  |       |  |  |                |  |  |                                   |  |
|                                       |                           | Thomas Beckett, III baronetto                 | Mary Wilson                    |  |  |       |  |  |                |  |  |                                   |  |
| Elizabeth Beckett                     |                           | Thomas Beckett, III baronetto                 |                                |  |  |       |  |  |                |  |  |                                   |  |
|                                       |                           | Caroline Beckett                              | Joseph Beckett                 |  |  |       |  |  |                |  |  |                                   |  |
|                                       |                           | Caroline Beckett                              | Joseph Beckett                 |  |  |       |  |  |                |  |  |                                   |  |
|                                       |                           | Caroline Beckett                              | Mary Staniforth                |  |  |       |  |  |                |  |  |                                   |  |
| Francis Thomas Bacon                  |                           | Caroline Beckett                              |                                |  |  |       |  |  |                |  |  |                                   |  |
|                                       | Alexander Leslie-Melville | Alexander Leslie-Melville, VII conte di Leven |                                |  |  |       |  |  |                |  |  |                                   |  |
|                                       | Alexander Leslie-Melville | Alexander Leslie-Melville, VII conte di Leven |                                |  |  |       |  |  |                |  |  |                                   |  |
|                                       | Alexander Leslie-Melville | Jane Thornton                                 |                                |  |  |       |  |  |                |  |  |                                   |  |
| Alexander Samuel Leslie-Melville      | Alexander Leslie-Melville |                                               |                                |  |  |       |  |  |                |  |  |                                   |  |
|                                       |                           | Charlotte Smith                               | Samuel Smith                   |  |  |       |  |  |                |  |  |                                   |  |
|                                       |                           | Charlotte Smith                               | Samuel Smith                   |  |  |       |  |  |                |  |  |                                   |  |
|                                       |                           | Charlotte Smith                               | Elizabeth Frances Turnor       |  |  |       |  |  |                |  |  |                                   |  |
| Edith Mary Leslie-Melville            |                           | Charlotte Smith                               |                                |  |  |       |  |  |                |  |  |                                   |  |
|                                       |                           | Charles Brodrick, VI visconte Midleton        | Charles Brodrick               |  |  |       |  |  |                |  |  |                                   |  |
|                                       |                           | Charles Brodrick, VI visconte Midleton        | Charles Brodrick               |  |  |       |  |  |                |  |  |                                   |  |
|                                       |                           | Charles Brodrick, VI visconte Midleton        | Mary Woodward                  |  |  |       |  |  |                |  |  |                                   |  |
| Albinia Frances Brodrick              |                           | Charles Brodrick, VI visconte Midleton        |                                |  |  |       |  |  |                |  |  |                                   |  |
|                                       |                           | Emma Stapleton                                | Thomas Stapleton, VI baronetto |  |  |       |  |  |                |  |  |                                   |  |
|                                       |                           | Emma Stapleton                                | Thomas Stapleton, VI baronetto |  |  |       |  |  |                |  |  |                                   |  |
|                                       |                           | Emma Stapleton                                | Elizabeth Eliot                |  |  |       |  |  |                |  |  |                                   |  |
|                                       |                           | Emma Stapleton                                |                                |  |  |       |  |  |                |  |  |                                   |  |